# منطقة دورية الأمن البحري
منطقة دورية الأمن البحري (MSPA) هي منطقة دورية محددة في خليج عدن وقناة غواردافوي. حدودها غير محددة، لكنها ممر ضيق ومستطيل بين الصومال واليمن، داخل القطاع الشمالي من الخليج. تم إنشاء المنطقة في 22 أغسطس 2008 من قبل فرقة العمل المشتركة 150 (CTF-150) وهي فرقة عمل بحرية متعددة الجنسيات للتحالف من أجل ردع أنشطة زعزعة الاستقرار، بما في ذلك القرصنة داخل هذه المنطقة الجغرافية البحرية. تم إنشاء المنطقة بتوجيه من قائد القيادة المركزية للبحرية الأمريكية.

## روابط خارجية
- خريطة المنطقة
- تكلفة ممارسة الأعمال التجارية في البحر المفتوح بقلم ريتشارد بولاك، الأمة، 22 أبريل 2009